# Alo, aterizează străbunica!...
Alo, aterizează străbunica!... este un film de comedie românesc din 1981, regizat de Nicolae Corjos. Rolurile principale au fost interpretate de Sebastian Papaiani, Mimi Enăceanu, Adela Mărculescu, Tamara Buciuceanu-Botez, Ileana Stana Ionescu și Adina Popescu.
Filmul relatează o criză conjugală a soților Romeo și Julieta Ionescu, care se poate finaliza foarte ușor printr-o despărțire. Romeo intentează soției o acțiune de divorț având un aliat în mama sa. Împotriva lui se coalizează soția, cei trei copii ai lor și, nu în ultimul rând, străbunica. Aceasta din urmă vine în capitală și va avea un aport decisiv în a-i servi lui Romeo o usturătoare lecție de viață.

## Rezumat
Soții Romeo, de profesie economist principal în domeniul pisciculturii, și Julieta Ionescu, telefonistă, locuiesc într-un apartament de la etajul 5 al unui bloc din București. Cei doi soți au trei copii: Bogdan, Oana și Alexandru. La etajul de dedesubt se află apartamentul mamei lui Romeo, o femeie rea de gură care nu o place deloc pe nora sa.
Într-o după-amiază geroasă de iarnă, pe când se întorcea cu mașina de la munte unde participase la o ședință de „reciclare” cu conducerea, Romeo ia o tânără autostopistă pe nume Miki, care-și petrecuse week-end-ul la Babele. El se îndrăgostește fulgerător de tânăra care lucra la ICPMN, unde lucrase anterior și Romeo. Ei fac schimb de numere de telefon, iar Miki îi propune s-o invite într-o seară la un concert.
În următoarele zile, Romeo se întâlnește în secret cu Miki, pretextând soției că participă la ședințe de producție. Mama sa îi acoperă întârzierile, spunând soției că Romeo a dormit la ea acasă. Într-una din zile, pe când urmărea un concert simfonic la televizor, bunica lui Romeo, în vârstă de 75 de ani, îl zărește în public pe Romeo împreună cu amanta. Ea ia avionul de la Satu Mare și aterizează în București pentru a preveni presupusa despărțire dintre cei doi soți. Bunica ajunge prea târziu, pentru că, după ce-și găsise soția proaspăt coafată și descoperise o cravată străină pe pat, Romeo o acuzase pe Julieta că duce o viață duplicitară și intentase divorț, cerând tutela asupra copiilor. 
Străbunica se mută în apartamentul lui Romeo, unde-i aduce și pe copii, în timp ce îi spune Julietei să-și ia concediu și să se mute în casa ei de la Satu Mare. Ea apelează la Jenică Firlalea, care se afla în concediu de odihnă la băi la București, pentru a obține informații despre amanta nepotului ei. Străbunica începe să-i taie mobilierul spunând că astfel o să fie mai ușor la partaj.
După ce străbunica refuză să facă de mâncare, iar Romeo face o mâncare pe care copiii o aruncă, este publicat un anunț de mică publicitate pentru angajarea unei menajere. După ce sunt respinse ca necorespunzătoare iubita lui Jenică și o tânără dansatoare ce se afla în concediu medical după ce-și fracturase glezna la schi și nu mai avea bani de Kent, este angajată în cele din urmă Maria Sabadan, o femeie de la țară. Străbunica îi spune menajerei că Romeo a angajat-o doar ca să răspundă la telefon pentru că el se pricepe la treabă. Astfel că Romeo este silit să facă în continuare treburile gospodărești și să aibă grijă de copii. 
Într-o noapte, Jenică o duce pe străbunica și pe Alexandru (băiatul cel mare) la locuința lui Miki, unde sosește și Romeo. Cei doi amanți se duc la discoteca Mozaic, unde băiatul cel mare o invită pe Miki la dans, sub ochii tatălui său, iar străbunica dansează cu Jenică. Supărat, Romeo se duce acasă, iar străbunica îi spune lui Miki că „moșul” s-a dus să se culce. Copleșit de greutățile sarcinilor gospodărești, Romeo își sună soția și îi propune să se împace, dar, la sfatul străbunicii, Julieta refuză și îi lasă impresia că participă la petreceri la Satu Mare pentru a-l face gelos.
Procesul de divorț începe, în lipsa Julietei. Mama lui Romeo depune mărturie spunând că nora ei nu făcea nimic și nu se ocupa de copii, dar se contrazice în declarații. Străbunica reușește să convingă completul de judecată să mai amâne procesul pentru ultima dată. Julieta se întoarce acasă, iar Romeo împarte camera în două, amplasând la mijlocul camerei un perete mobil. Străbunica, cu ajutorul lui Jenică, îi cheamă la Spitalul de Urgență sub pretextul că cei trei copii s-ar afla într-un mare pericol, dându-le ocazia soților să discute între ei. Pe drumul de întoarcere, soții Ionescu se împacă și renunță la divorț, spre nemulțumirea mamei lui Romeo. Menajera îi părăsește, iar Romeo renunță la relația cu Miki. El începe să-și ajute soția în treburile casnice, dar arde friptura provocând o gaură mare în ușa de la intrare.

## Distribuție
- Sebastian Papaiani — economistul Romeo Ionescu
- Mimi Enăceanu — bunica lui Romeo
- Adela Mărculescu — telefonista Julieta Ionescu, soția lui Romeo
- Tamara Buciuceanu-Botez — menajera Maria Sabadan
- Ileana Stana Ionescu — mama lui Romeo
- Adina Popescu — autostopista Miki, amanta lui Romeo
- Nicu Constantin — Jenică Firlalea
- Coca Andronescu — iubita lui Jenică
- Julieta Szönyi — tânăra dansatoare care și-a fracturat glezna
- Bogdan Carp — băiatul Bogdan, fiul cel mic al lui Romeo și al Julietei
- Alexandru Ciobanu — băiatul Alexandru (14 ani), fiul cel mare al lui Romeo și al Julietei
- Oana Bădănoiu — fetița Oana, fiica lui Romeo și a Julietei
- Obren Păunovici — judecătorul
- Adriana Piteșteanu — procuroarea
- Simion Negrilă
- Elena Lupașcu
- Ioana Naghi
- Iuliana Radu
- Aurora Șotropa
- Ana Ene
- Ion Mingheraș
- Carmencita Nișulescu
- Zvetlana Androne
- Petruța Drunea
- Radu Baciu

## Producție
Scenariul filmului a fost scris de prozatoarea Rodica Padina. Ulterior, scriitoarea a realizat o novelizare a filmului, publicând în 1989 un volum ce conținea romanele De joi pînă duminică și Alo, aterizează străbunica!, într-un volum cu romanul (Ed. Eminescu, București, 1989, Colecția Rampa, 164 p.). 
Filmul a fost realizat în studiourile Centrului de Producție Cinematografică București. Filmările au fost realizate cu sprijinul Inspectoratului General al Miliției, consultant fiind Domide Perciun. Discoteca a fost filmată la Mozaic Melody din București, prezentatori fiind Sergiu Cucu Toma și Valentin Ene.

## Recepție
Filmul Alo, aterizează străbunica!... a avut parte de un mare succes la public, fiind vizionat de 5.182.142 de spectatori la cinematografele din România, după cum atestă o situație a numărului de spectatori înregistrat de filmele românești de la data premierei și până la data de 31.12.2007 alcătuită de Centrul Național al Cinematografiei.
Actrița Mimi Enăceanu a fost distinsă în 1981 cu o diplomă de onoare a Asociației Cineaștilor din România (ACIN) pentru rolul său din acest film.
În lucrarea Istoria filmului românesc (1897-2000) (Ed. Fundației Culturale Române, București, 2000), criticul Călin Căliman considera că succesul acestui film s-ar datora scenariului hazliu și actorilor „spectaculoși”.
Criticul Tudor Caranfil a dat filmului o stea din cinci și a făcut următorul comentariu: „Cuplul Romeo (economist) și Julieta (telefonistă) trece printr-o criză. Străbunica aduce, prin stratagemele ei, împăcarea. Criză conjugală înlăturată prin tehnica lui... „baba ex machina”! Simpatica farsă a atras la casele de bilete peste 5 milioane de spectatori.”

## DVD
Ziarul Adevărul și ghidul „Adevărul TV” au fost distribuite la 19 iunie 2009 împreună cu DVD-ul cu filmul Alo, aterizează străbunica!... care a fost inclus în seria „Mari Comedii Românești”.